# لینک ری
 لینک ری (انگلیسی: Link Wray؛ ۲ مهٔ ۱۹۲۹ – ۵ نوامبر ۲۰۰۵) یک موسیقی‌دان اهل ایالات متحده آمریکا بود.